# Gruta de Patsos
La gruta de Patsos (a veces Gruta de San Antonio (Ayios Antonios), o Cueva de Hermes Kranaios) es una cueva de Creta, en Grecia. Se encuentra en la unidad periférica de Rétino, a unos 15 km al noreste de Spili. 
La gruta de Patsos está en el lado oeste del macizo del Ida. Contiene restos arqueológicos que muestran que el lugar fue utilizado como santuario al menos desde la parte final periodo minoico. Se han hallado deidades —entre ellas una representación del dios sirio Reshef— figuras de animales y humanas de bronce y terracota, unos cuernos sagrados de terracota pintada —cuyo soporte, consistente en un cilindro central perforado, es similar a otros hallados en Hagia Triada—, un fragmento de una mesa de ofrendas de piedra y ofrendas variadas. Una inscripción encontrada en la cueva muestra que el lugar fue posteriormente utilizado como un santuario de Hermes Kranaios. El culto de Hermes Kranaios se explica por la presencia de dos fuentes que mantienen una temperatura constante por pasar a través de la nieve en la garganta del helado río Patsos. También se encontraron diferentes jarrones romanos en los campos vecinos.